# Uklanka
Uklanka (niem. Uklanken, 1938–1945 Erbmühle) – osada leśna w Polsce, w województwie warmińsko-mazurskim, w powiecie mrągowskim, w gminie Piecki. W latach 1975–1998 Uklanka należała administracyjnie do województwa olsztyńskiego.
Do 2023 miejscowość była częścią wsi Mojtyny.
W Uklance znajduje się Leśnictwo Uklanka (Nadleśnictwo Strzałowo).

## Historia
Osada lokowana w 1564 r., kiedy to młynarz Stanisław Uklanka zakupił od starosty z Szestna - Krzysztofa Zweiffla - dwie włóki i osiem mórg, płacąc 70 grzywien za włókę. Z dokumentów wynika, że w 1785 r. osada była majątkiem ziemskim na prawie chełmińskim z młynem wodnym i trzema domami. W 1904 r. do osady należało 8,5 włóki ziemi, a ich właścicielem był Albert Burdyński. 
W 1937 r. w osadzie mieszkały 22 osoby. W 1938 r., w ramach akcji germanizacyjnej, zmieniono urzędową nazwę wsi z Uklanken, na Erbmühle).
W latach 70. XX w. do sołectwa Mojtyny